# Cytisus striatus
El escobón (Cytisus striatus) es una especie de arbusto perteneciente a la familia de las fabáceas.

## Descripción
Es un arbusto de hasta 3 m, muy ramificado. Ramas con ocho costillas muy marcadas, seríceas de jóvenes, y casi glabras de adultas. Hojas trifoliadas o simples; las de los tallos viejos son pecioladas y las de los jóvenes sentadas. Flores solitarias. Cáliz de seríceo a puberulento. Corola amarillo-pálida, con quilla falcada y glabra en la parte superior. Androceo con dos estambres más largos. Estilo enrollado. Legumbre de oblonga a linear-oblonga , más o menos inflada, densamente pelosa, con indumento blanquecino.
Habita sobre suelos ácidos en claros de bosques formando parte de piornales y matorrales. Se ha cultivado en taludes y bordes de carreteras, desde donde se ha asilvestrado en algunos países europeos.

## Distribución y hábitat
Endemismo de la mitad occidental de la península ibérica y del Norte de África, aunque también se ha introducido en otros países como Chile o Estados Unidos en los estados de California y Oregón donde es considerada como maleza. Habita en claros de encinares, alcornocales y pinares. Forma densos escobonales en terrenos silíceos y no demasiado secos pero es de tendencia termófila, huyendo de las zonas altas y demasiado frías.

## Importancia económica y cultural
Usos
Muy apreciada como combustible, se sembraba en los campos de centeno del occidente de Salamanca y se aprovechaba como leña. También se hacían escobas fuertes para barrer calles. Se empleaba asiduamente para cofeccionar la techumbre de los chozos de pastores, tejados de cuadras y chiviteros.

## Citología
Números cromosomáticos de Cytisus striatus  (Fam. Leguminosae) y táxones infraespecificos: 2n=48

## Sinonimia
- Cytisus pendulinus L.f., Suppl. Pl. 328 (1782), nom. illeg.
- Genista striata Hill, Veg. Syst. 13: 63, tab. 13 App. (1768)
- Sarothamnus striatus (Hill) Samp. in Anais Fac. Ci. Porto 19: 87 (1934)
- Cytisus boissieri Briq., Étud. Cytises Alpes Mar. 148 (1894)
- Cytisogenista eriocarpa (Boiss. & Reut.) Rothm. in Repert. Spec. Nov. Regni Veg. 49: 55 (1940)
- Cytisus eriocarpus (Boiss. & Reut.) Rchb. & Beck in Rchb., Icon. Fl. Germ. Helv. 22: 15 (1867), nom. illeg., non Boiss.
- Sarothamnus eriocarpus Boiss. & Reut., Diagn. Pl. Nov. Hisp. 10 (1842)
- Cytisogenista patens (L.) Rothm. in Repert. Spec. Nov. Regni Veg. 49: 55 (1940)
- Sarothamnus patens (L.) Webb, Iter Hisp. 51 (1838)
- Cytisus patens L., Syst. Veg. ed. 13 555 (1774)
- Spartium patens L., Syst. Veg. ed. 13 535 (1774)
- Verzinum patens Raf., Sylva Tellur. 23 (1838), nom. illeg.
- Cytisus pendulinus var. eriocarpus (Boiss. & Reut.) Cout., Fl. Portugal 326 (1913)
- Cytisus pendulinus var. welwitschii (Boiss. & Reut.) Cout., Fl. Portugal 326 (1913)
- Spartium procerum Willd., Enum. Pl. Horti Berol. 743 (1809)
- Cytisus procerus (Willd.) Link, Enum. Hort. Berol. Alt. 2: 241 (1822)
- Genista tomentosa Poir. in Lam., Encycl. Suppl. 2: 719 (1812)
- Cytisus welwitschii (Boiss. & Reut.) Rchb. & Beck in Rchb., Icon. Fl. Germ. Helv. 22: 15 (1867)
- Cytisogenista welwitschii (Boiss. & Reut.) Rothm. in Repert. Spec. Nov. Regni Veg. 49: 55 (1940)
- Sarothamnus welwitschii Boiss. & Reut., Pugill. Pl. Afr. Bor. Hispan. 28 (1852)[3]

## Nombres comunes
Escoba merina en Segovia, Ávila, y Salamanca. Escoba rubial, escoba portuguesa en los Arribes del Duero, Tamariz, escoba de tamariz en Aldeadávila ( Salamanca).
- Castellano: escobón, escobón morisco, retama, piorno (Galicia (Ancares) y El Bierzo, retama de escobas.)[3]

## Galería de imágenes

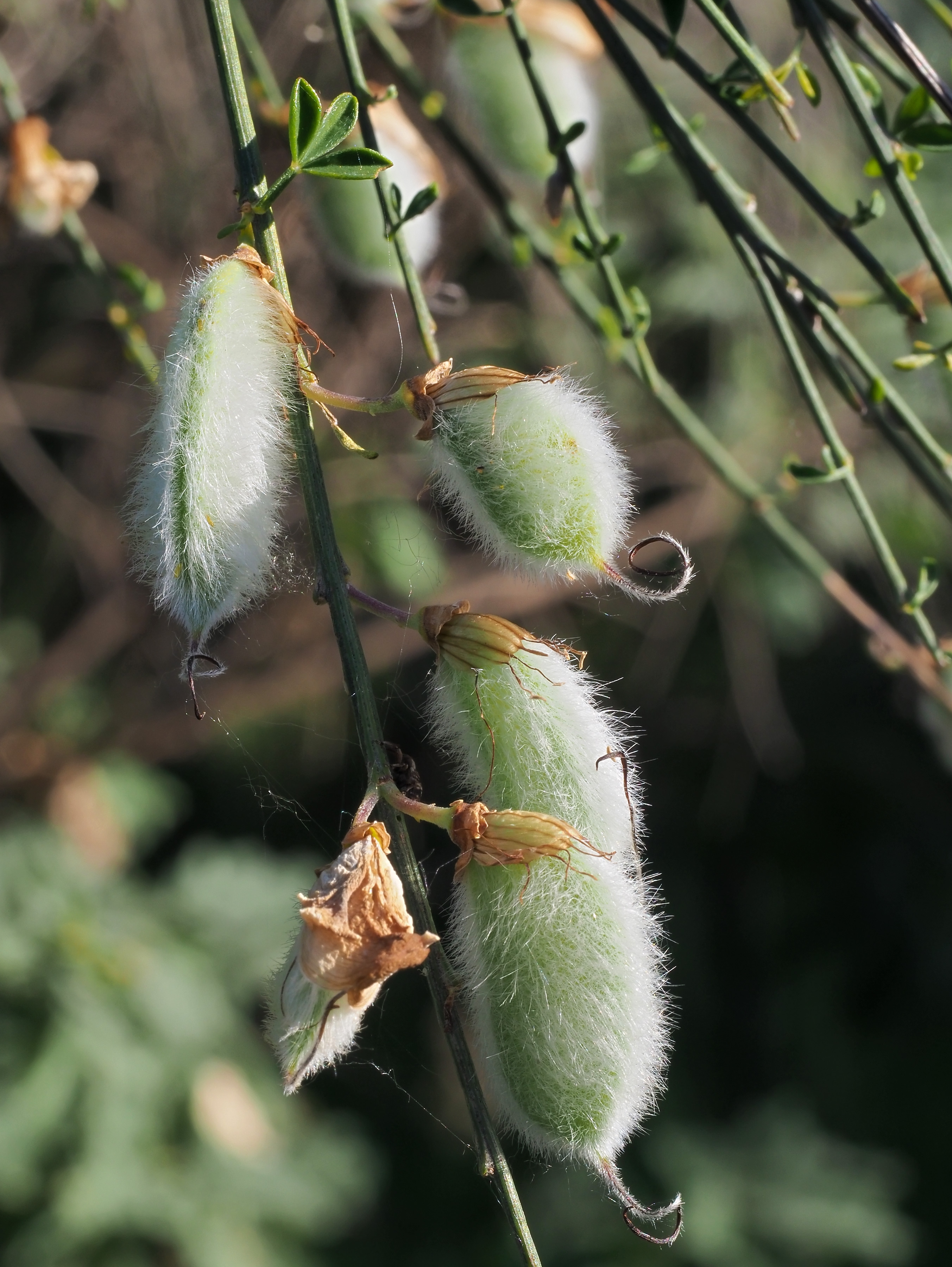
Detalle de la legumbre.
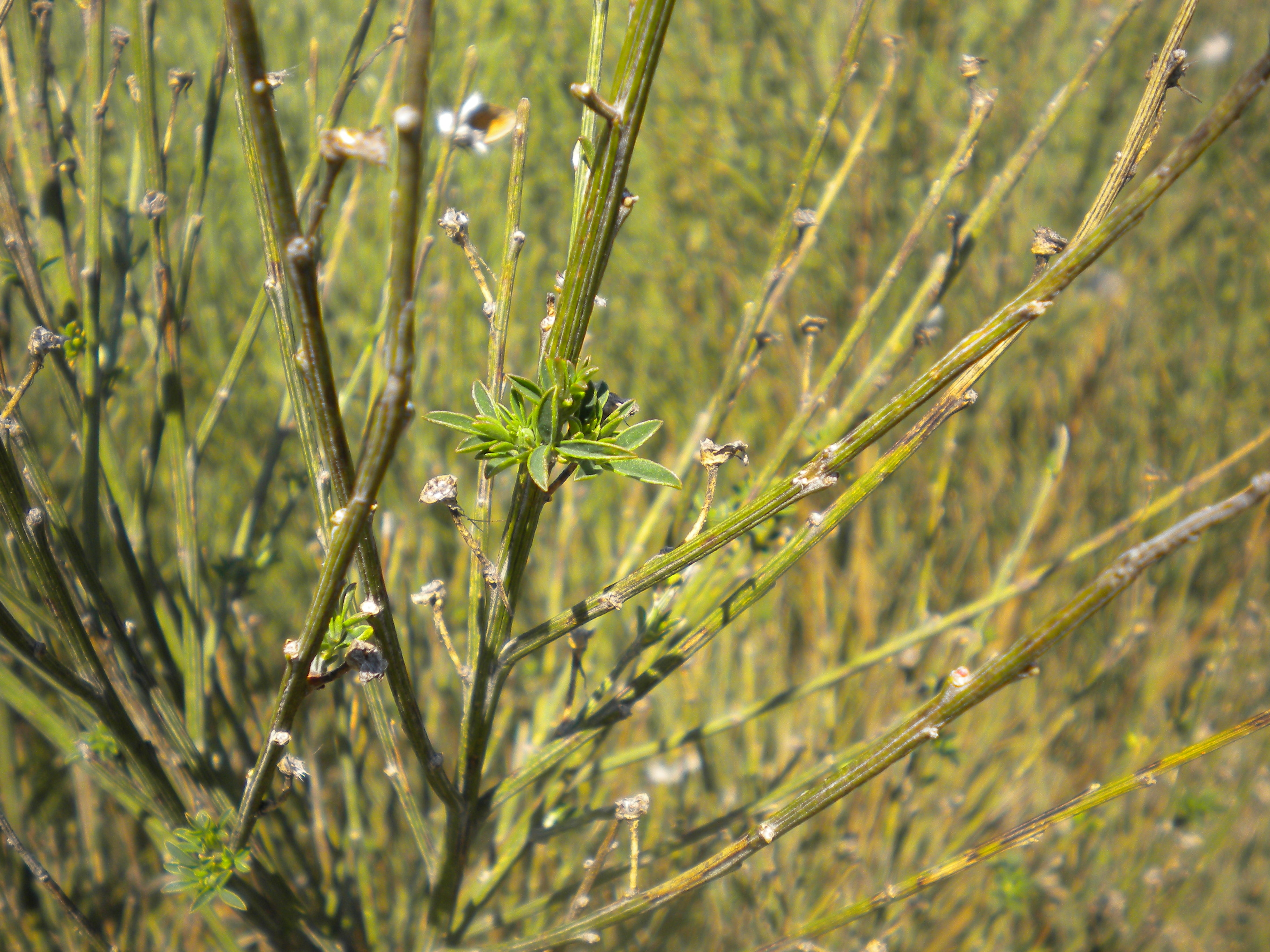
Detalle del tallo y de las hojas trifoliadas.